# Barry Perowne
Barry Perowne, nom de plume de Philip Atkey, né le 25 juin 1908 à Redlynch, dans le comté du Wiltshire, en Angleterre, et mort le 24 décembre 1985, est un écrivain et nouvelliste britannique, auteur de roman policier et de nouvelle.

## Biographie
À 14 ans, il interrompt ses études pour travailler dans une manufacture, puis devient secrétaire de son oncle Bertram Atkey, auteur de nombreux romans policiers. Il travaille ensuite de 1925 à 1927 chez l'éditeur londonien George Newmes.
En 1926, il publie sa première nouvelle : il en donnera une centaine en carrière. Il n'aborde le roman qu'en 1932 avec Arrest These Men!, où il ressuscite, avec l'accord des héritiers de Ernest William Hornung, le personnage de Arthur J. Raffles. Il fait alors évoluer ce héros victorien qui devient ainsi un justicier moderne. De 1933 à 1940, il lui consacre plusieurs romans et nouvelles. Dans d'autres nouvelles écrites plus tard, sur une suggestion d'Ellery Queen, Perowne revient aux origines du personnage de ce gentleman-cambrioleur victorien. Selon Claude Mesplède, « la critique a salué ces pastiches, estimant même qu'ils surpassaient les originaux ».
En dehors de la série Raffles, il écrit de nombreux autres romans et nouvelles. Parmi ces dernières, Le Trou de mémoire (The Blind Spot) « est l'une des plus remarquables ».
En 1974, son dernier roman, intitulé A Singular Conspiracy, Barry Perowne met en scène Edgar Poe rencontrant son traducteur français Charles Baudelaire.

## Œuvre

### Romans

#### Romans signés Barry Perowne

##### SérieRaffles
- Arrest These Men! (1932)
- Raffles After Dark (autre titre The Return of Raffles) (1933) Publié en français sous le titre Le Retour de Raffles, Paris, Fayard (1941)
- Raffles in Pursuit (1934)
- Raffles Under Sentence (1936)
- She Married Raffles (1936) Publié en français sous le titre Raffles se marie, Paris, Fayard (1946)
- Raffles' Crime in Gibraltar (1936), aussi titré They Hang Them in Gibraltar
- Raffles vs. Sexton Blake (1937)
- Raffles and the Key Man (1940) Publié en français sous le titre Raffles et l'Homme à la clef, Paris, Fayard (1945)

##### Autres romans
- Enemy of Women (1934)
- Ladies in Retreat (1935)
- Ask No Mercy (1937)
- I'm No Murderer (1938)
- The A.R.P. Mystery (1939)
- The Girl on Zero (1939)
- Blonde Without Escort (1940)
- The Whispering Cracksman (1940), aussi titré Ten Words of Poison
- Gibraltar Prisoner (1942), aussi titré All Exits Blocked
- The Tilted Moon (1949), aussi titré Rogues Island
- A Singular Conspiracy (1974)

#### Romans signés Philip Atkey
- Blue Water Murder (19935)
- Heirs of Merlin (1945)
- Juniper Rock (1953)

#### Roman signé Pat Merriman
- Night Call (1939)

### Recueil de nouvelles

#### SérieRaffles
- Raffles Revisited (1974)
- Raffles of the Albany (1976)
- Raffles of the M.C.C. (1979)

### Nouvelles

#### Nouvelles signées Barry Perowne

##### SérieRaffles
- Raffles (1933)
- The Crime of A.J. Raffles (1933)
- Raffles on the Spot (1933)
- Three to Die (1933)
- The Black Fleet (1933)
- Raffles and the Worst Crime in the World (1933), aussi titré The Worst Crime in the World
- Raffles and the Midnight Millionairess (1933)
- Raffles and the Death Rocket (1933)
- Raffles’ Christmas Coup (1933)
- The Secret Jury (1934)
- Raffles and the Mystery Accomplice (1934)
- The Man in the Black Burnous (1935)
- The Return of Raffles (1935)
- Raffles’ Mystery Accomplice (1935)
- Raffles’ Death Gamble (1936)
- Raffles Looks at Murder (1936)
- Raffles’ Death Cargo (1936)
- The Victims of Ramadan (1936)
- Murder Magic (1937)
- Raffles Enters the Gibraltar Mystery (1938)
- The Dangerous Mr. Raffles (1938)
- A Costume Piece (1952) Publié en français sous le titre L'Énigme des deux cochers, Paris, Éditions Opta, Mystère magazine no 65 (juin 1953)
- Raffles and the Princess Amen (1955) Publié en français sous le titre Raffles et la Princesse Amen, Paris, Éditions Opta, Mystère magazine no 111 (avril 1957)
- Raffles and the Death Date (1955) Publié en français sous le titre Raffles et le Rendez-vous avec la mort, Paris, Éditions Opta, Mystère magazine no 115 (août 1957)
- A Hansom in the Night (1957) Publié en français sous le titre Raffles et le Fiacre dans la nuit, Paris, Éditions Opta, Mystère magazine no 117 (octobre 1957)
- Jack of Diamonds (1956) Publié en français sous le titre Raffles et le Cambrioleur aux diamants, Paris, Éditions Opta, Mystère magazine no 123 (avril 1958)
- The Six Golden Nymphs (1956) Publié en français sous le titre Raffles et les Six nymphes d'or, Paris, Éditions Opta, Mystère magazine no 152 (septembre 1960)
- The Birthday Diamonds (1956)
- The Riddle of Dinah Raffles (1956)
- Raffles and the Meanest Thief (1956)
- The Rooking of Raffles (1958)
- Raffles and the Silver Dish (1958)
- Raffles and the Angry Banker (1958)
- Raffles and Shipmate Sadie (1959)
- Raffles and the Showman’s Safe (1959)
- Raffles and the Point of Morality (1973)
- The Raffles Hunt (1974)
- The Raffles Special (1974)
- The Raffles Bombshell (1974)
- Raffles and the Money-Belt (1975) Publié en français sous le titre Raffles et l'Homme tatoué, Paris, Éditions Opta, Mystère magazine no 329-330 (juillet-août 1975)
- Raffles and the Enigma of the Amiral's Hat (1975) Publié en français sous le titre Raffles et l'énigme du bicorne de l'amiral, dans l'anthologie Sherlock Holmes Memorial no 2, Paris, Clancier-Guenaud, coll. « Polar » (1983)  (ISBN 2-86215-035-5)
- Raffles and the Bridge of Sighs (1975) Publié en français sous le titre Raffles et le Pont des soupirs, Paris, Éditions Opta, Mystère magazine no 335 (janvier 1976)
- Raffles on the Trail of the Hound (1975) Publié en français sous le titre Raffles sur la piste du chien, dans l'anthologie Sherlock Holmes Memorial, Paris, Clancier-Guenaud, coll. « Polar » (1982)  (ISBN 2-86215-034-7)
- Raffles and the Dangerous Game (1976)
- Raffles on the Riviera (1976)
- Raffles and the Shere Khan Pouch (1977)
- Raffles and the Sweet Taste of Revenge (1977)
- Raffles and the Unique Request (1978) Publié en français sous le titre Raffles et le Legs du gourmet, dans le recueil Mystères 87, Paris, LGF, coll. « Le Livre de poche » no 6365 (1987)  (ISBN 2-253-04199-8)
- Raffles and Operation Handcuffs (1979)
- Raffles in Love (1980)
- Raffles and the Artful Dodger (1980)
- Raffles and the Box 4 Drama (1981)
- Raffles and Operation Champagne (1981)
- Raffles and American Night's Entertainment (1983) Publié en français sous le titre Raffles et la Folle Nuit américaine, dans le recueil Musée de l'Holmes, Paris, Nouvelles Éditions Oswald, coll. « Le Miroir obscur » no 142 (1987)  (ISBN 2-7304-0462-7)

##### SérieRick Leroy
- The Black Ace (1930), aussi titré The Ace Takes All
- Dread (1930)
- The Devil’s Own (1932)
- The Glass Skulls (1932), aussi titré The Secret of the Glass Skulls
- The Mayfair Murder (1932)
- The House of Secrets (1937)
- The Death Parade (1938)
- I’m No Murderer (1939)

##### SérieProsper Fair, the Duke of Devizes
- The Dogs of Foh (1959)
- The Long Golfers (1963)
- The Cage Between the Seas (1965)

##### Autres nouvelles
- A Change of Digs (1926)
- The Secret of the Triangle T (1927)
- The Twin Smoke Trail (1927)
- Rustlers’ Hold (1927)
- Watch Out, Cowboy! (1927)
- One Minute to Christmas! (1927)
- Alias the Sheriff (1928)
- Get Up and Win (1928)
- Nothing Else But (1929)
- Footprints on the Waters (1930)
- Behind the Throttle! (1930)
- Heaven Itself (1930)
- The Rival Raiders (1931)
- For One Night Only (1931)
- One of Six (1931)
- The Big Break (1931)
- Gangster’s Gold (1931)
- The Temple in Darkness (1931)
- Alias Donovan (1931)
- Nearly a Sister (1931)
- Her Own Devices (1932)
- Owner-Driver (1932)
- Skeleton House (1932)
- Doomed Women (1933)
- The Love Decoy (1933)
- Gypsy Drums (1935)
- Alias—The Dummy (1936)
- Castle Sinister (1937)
- The Champ had a Past (1937)
- The League of Shadows (1937)
- P.C. Smith Declares War (1937)
- Love in Winter (1937)
- The Missing Hour (1937)
- Five Star Death (1937)
- Romance on Ice (1937)
- Romantic Rags (1937)
- Gaol Break (1938)
- The League of Specters (1938)
- My Goodness How Purple! (1938)
- The Phantom Legion (1938)
- Be Happy Tonight (1939)
- Snow Scene (1940)
- Passengers for the Clipper (1944)
- Stingray (1945)
- The Blind Spot (1945) Publié en français sous le titre Le Trou de mémoire, Paris, Éditions Opta, Mystère magazine no 4 (avril 1948)  ; réédition dans l'anthologie Les Chefs-d'œuvre du crime, Verviers, Éditions Gérard, coll. « Marabout géant » no 253, 1966 ; réédition dans l'anthologie Les Meilleures Histoires de chambres closes, Paris, Éditions Minerve, coll. « Détour » (1988)  (ISBN 2-86931-000-5)
- Escape at Noon (1946)
- Code Girl (1946)
- Alias Mrs. Ivor (1948)
- Sunset Target (1949)
- Up the Garden Path (1949) Publié en français sous le titre Les Jumelles, Paris, Éditions Opta, Mystère magazine no 45 (octobre 1951)
- Visa for X (1949)
- Design in Red (1949)
- Forget-Me-Knot (1949) Publié en français sous le titre Rappel de corde, Paris, Éditions Opta, Mystère magazine no 61 (février 1953), réédition dans l'anthologie Les Chefs-d'œuvre du crime, Paris, Éditions Planète, 1965
- Dead Letter Rock (1950)
- The Cop and the Star (1950)
- Ten Pound Dive (1951)
- The Headprint (1951)
- Knowing What I Know Now (1952) Publié en français sous le titre Sachant ce que je sais maintenant, Paris, Éditions Opta, Mystère magazine no 81 (octobre 1954) ; réédition dans l'anthologie Trains rouges, Paris, Éditions Julliard, coll. « La Bibliothèque criminelle » no 2 (1990)  (ISBN 2-260-00753-8)
- Noel, Noel (1955)
- Count of Ten (1957)
- You Can’t Go Wrong (1959)
- The Secret of the Red Safe (1959)
- The Turn Again Bell (1960) Publié en français sous le titre La Légende de la cloche, Paris, Fayard, Le Saint détective magazine no 71 (janvier 1961) ; réédition dans l'anthologie Noëls rouges, Paris, Éditions Julliard, coll. « La Bibliothèque criminelle » no 1 (1989)  (ISBN 2-260-00700-7)
- Steps of the Stealthy (1961)
- Papa Tral’s Harvest (1964)
- House of the Wolf (1964)
- The Girl Who Knew Too Much (1964)
- The Hellfire Master (1965)
- Dial S.O.S. (1966)

#### Nouvelles signées Philip Atkey

##### SérieProsper Fair, the Duke of Devizes
- Prosper Fair and the Firely (1960) Publié en français sous le titre La Luciole, Fayard, Le Saint détective magazine no 65 (juillet 1960)

##### SérieSmiler Bunn
- Smiler Bunn's Chritmas Alibi (1960) Publié en français sous le titre L'Alibi de Noël, Fayard, Le Saint détective magazine no 70 (décembre 1960)
- Smiler Bunn's Dream Mullett (1960) Publié en français sous le titre Le Coffre à mulet, Fayard, Le Saint détective magazine no 74 (avril 1961)

## Sources
: document utilisé comme source pour la rédaction de cet article.
- Claude Mesplède (dir.), Dictionnaire des littératures policières, vol. 2 : J - Z, Nantes, Joseph K, coll. « Temps noir », 2007, 1086 p. (ISBN 978-2-910686-45-1, OCLC 315873361), p. 520-521.